# Cao Ren

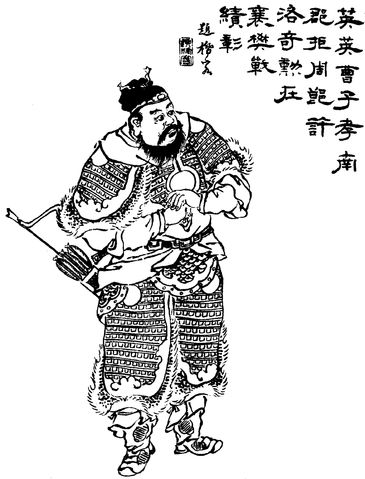
Cao Ren

Cao Ren (曹仁) (Zixiao) (168-223) was een Chinees veldheer uit de tijd van de Drie Koninkrijken. Hij was familie van Cao Cao en Cao Pi en diende hen beiden als generaal in het leger.

## Militaire loopbaan
Cao Ren werd door zijn neef Cao Cao belast met de opdracht het opstandige zuiden tot de orde te roepen. Hij versloeg de zuidelijke krijgsheer Liu Bei. Later stond hij Cao Cao bij tijdens de veldtocht naar de Hu-pas en de veldtocht tegen Jingzhou. Cao Cao gaf hem de titel 'Generaal die het zuiden verovert'. Bij de aanval op Ma Chao kreeg hij bovendien de titel 'Generaal die het Westen pacificeert'. Later zou keizer Cao Pi hem zelf tot opperbevelhebber bevorderen nadat hij samen met Xu Huang Chen Shao verslagen had en Xiangyang had ingenomen.
Cao Ren overleed in 223. Hij was 55 jaar oud.

## Bron
Biografie op Kongmings archieven